# Liste der Kardinaldiakone von Sant’Agata dei Goti
Folgende Kardinäle waren Kardinaldiakone von Sant’Agata dei Goti (lat. Diaconia Sanctae Agathae in Suburra):
- Giovanni (circa 1030 oder 1025–1036)
- Oderisio (oder Oderisius) OSBCas (1059–1088)
- Vitale Savelli (1130?–?)
- Oderisio di Sangro OSBCas (etwa 1112–1137), ab  1130 Anhänger von Gegenpapst Anaklet II.
- Bernard Jarre (oder Garve) (1310–1316)
- Galeotto Tarlati di Petramala (1378–1388)
- Louis de Bar (1397–1409), Pseudokardinal von Gegenpapst Benedikt XIII.
- Bartolomé Marti (1496–1500)
- Ludovico Podocathor, pro illa vice (1500–1504)
- Gabriele de’ Gabrielli (1505–1507)
- Vakant (1507–1517)
- Ercole Rangone (1517–1527)
- Pirro Gonzaga (1528–1529)
- Francesco Pisani (1529–1545)
- Tiberio Crispo (1545–1551);  pro illa vice (1551–1562)
- Fulvio Giulio della Corgna, O.S.Io.Hieros., pro illa vice (1562–1565)
- Giovanni Michele Saraceni, pro illa vice (1565)
- Giovanni Battista Cicala, pro illa vice (1565–1568)
- Tolomeo Gallio (1568–1587)
- Girolamo Mattei (1587)
- Benedetto Giustiniani (1587–1589)
- Federico Borromeo der Ältere (1589–1591)
- Carlo III. di Lorena-Vaudémont (1591–1607)
- Luigi Capponi (1608–1620)
- Marco Antonio Gozzadini, pro illa vice (1623)
- Ottavio Ridolfi, pro illa vice (1623–1624)
- Francesco Barberini (Sr.) (13. November 1624–24. November 1632)
- Antonio Barberini (Jr.) (24. November 1632–10. November 1642)
- Giulio Gabrielli (1642–1655)
- Giovanni Stefano Donghi (1655–1669)
- Friedrich von Hessen-Darmstadt (14. Mai 1670–19. Februar 1682)
- Girolamo Casanate (1682–1686)
- Felice Rospigliosi (1686–1688)
- Benedetto Pamphilj (17. Mai 1688–22. Dezember 1693)
- Carlo Bichi (1693–1718)
- Lorenzo Altieri (1718–1730)
- Carlo Colonna (1730–1739)
- Carlo Maria Marini (1739–1741)
- Alessandro Albani (1741–11. März 1743)
- Agapito Mosca (1743–1760)
- Girolamo Colonna di Sciarra (1760–1763)
- Prospero Colonna di Sciarra (1763–1765)
- Luigi Maria Torregiani (1765–1777)
- Domenico Orsini d’Aragona (1777–1779)
- Andrea Negroni (1779–1789)
- Raniero Finocchietti (1789–1793)
- Ludovico Flangini Giovanelli (21. Februar 1794–2. April 1800)
- Ercole Consalvi (11. August 1800–1817)
- Agostino Rivarola (1. September 1817–3. Juli 1826)
- Juan Francisco Marco y Catalán (15. Dezember 1828–16. März 1841)
- Giacomo Antonelli (11. Juni 1847–6. November 1876)
- Frédéric de Falloux du Coudray (12. März 1877–12. Mai 1879)
- Giuseppe Pecci SJ (12. Mai 1879–8. Februar 1890)
- vakant (1890–1894)
- Andreas Steinhuber SJ (18. Mai 1894–15. Oktober 1907)
- Gaetano Bisleti (27. November 1911–30. August 1937)
- Konrad von Preysing (18. Februar 1946–21. Dezember 1950), Kardinalpriester
- John D’Alton (12. Januar 1953–1. Februar 1963), Kardinalpriester
- Enrico Dante (22. Februar 1965–24. April 1967)
- Silvio Oddi (28. April 1969–29. Juni 2001)
- Tomáš Špidlík SJ (21. Oktober 2003–16. April 2010)
- Raymond Leo Burke (seit 20. November 2010), Kardinalpriester pro hac vice ab 2021